# ناو کلاس گالوستون
کروزر کلاس گالوستون (به انگلیسی: Galveston-class cruiser) یک کلاس از کشتی است که طول آن 610 ft (185.9 m) می‌باشد.